# Euphyia angustifasciata
Euphyia angustifasciata är en fjärilsart som beskrevs av Louis Beethoven Prout 1914. Euphyia angustifasciata ingår i släktet Euphyia och familjen mätare. Inga underarter finns listade i Catalogue of Life.